# Михайловское сельское поселение (Курганинский район)
Михайловское сельское поселение — муниципальное образование в составе Курганинского района Краснодарского края России.
В рамках административно-территориального устройства Краснодарского края ему соответствует Михайловский сельский округ.
Административный центр — станица Михайловская.

## Население
| 2010    | 2012    | 2013    | 2014    | 2015    | 2016    | 2017    |
| ------- | ------- | ------- | ------- | ------- | ------- | ------- |
| 10 202  | ↗10 284 | ↗10 327 | ↗10 433 | ↗10 479 | ↗10 483 | ↗10 487 |
| 2018    | 2019    | 2020    | 2021    | 2023    |         |         |
| ↘10 391 | ↘10 304 | ↘10 244 | ↗10 250 | ↘10 062 |         |         |

## Населённые пункты
В состав сельского поселения (сельского округа) входят 7 населённых пунктов:
| № | Населённый пункт | Тип населённого пункта | Население (чел.) |
| - | ---------------- | ---------------------- | ---------------- |
| 1 | Михайловская     | станица                | ↗8286            |
| 2 | Красный          | посёлок                | ↘158             |
| 3 | Сеятель          | хутор                  | ↘122             |
| 4 | Красное Знамя    | хутор                  | ↘232             |
| 5 | Южный            | хутор                  | ↘1019            |
| 6 | Весёлый          | посёлок                | ↗142             |
| 7 | Лучезарный       | посёлок                | ↘284             |